# Taranaki
Taranaki és una de les setze regions de Nova Zelanda, localitzada a l'oest de l'illa del Nord. Amb una població de 110.100 habitants, és la desena regió més poblada del país. La ciutat principal és New Plymouth.
La regió fa frontera amb Waikato al nord i Manawatu-Wanganui a l'est.

## Etimologia
La regió s'anomena Taranaki degut a l'aspecte geogràfic més important regionalment, el mont Taranaki. La paraula maori «tara» significa pic. «Naki» es creu que deriva de la paraula «ngaki», la qual significa brillant, en referència a l'aspecte brillant del mont Taranaki quan aquest està cobert de neu.

## Geografia

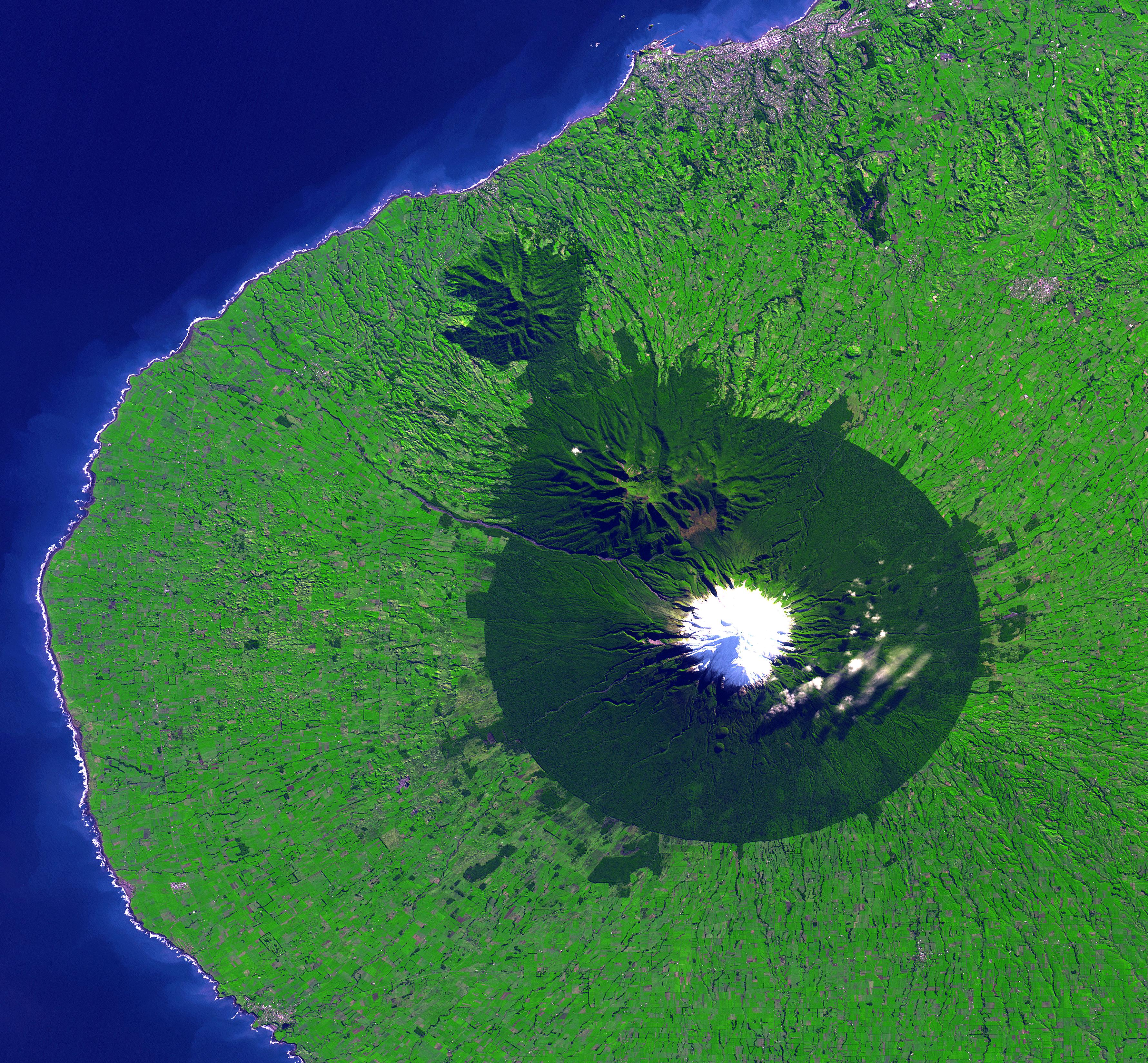
Fotografia de satèl·lit de Taranaki, destacant el mont Taranaki al centre i l'àrea urbana de New Plymouth en color gris al nord

Taranaki es localitza a la costa oest de l'illa del Nord. Les grans badies al nord-oest i al sud-oest del cap Egmont són anomenades cala del nord de Taranaki i cala del sud de Taranaki, respectivament.
El mont Taranaki, en anglès Mount Taranaki o Mount Egmont i en maori Te Maunga O Taranaki, domina la geografia de la regió. És la segona muntanya més alta de l'illa del Nord. Una llegenda maori conta que Taranaki havia prèviament viscut amb les muntanyes Tongariro, Ngauruhoe i Ruapehu al centre de l'illa però fugí a la seva localització actual després d'una batalla amb Tongariro.
El mont Taranaki per últim cop va esclatar a mitjans del segle xviii. La muntanya i localitzacions properes formen part del parc nacional Egmont.

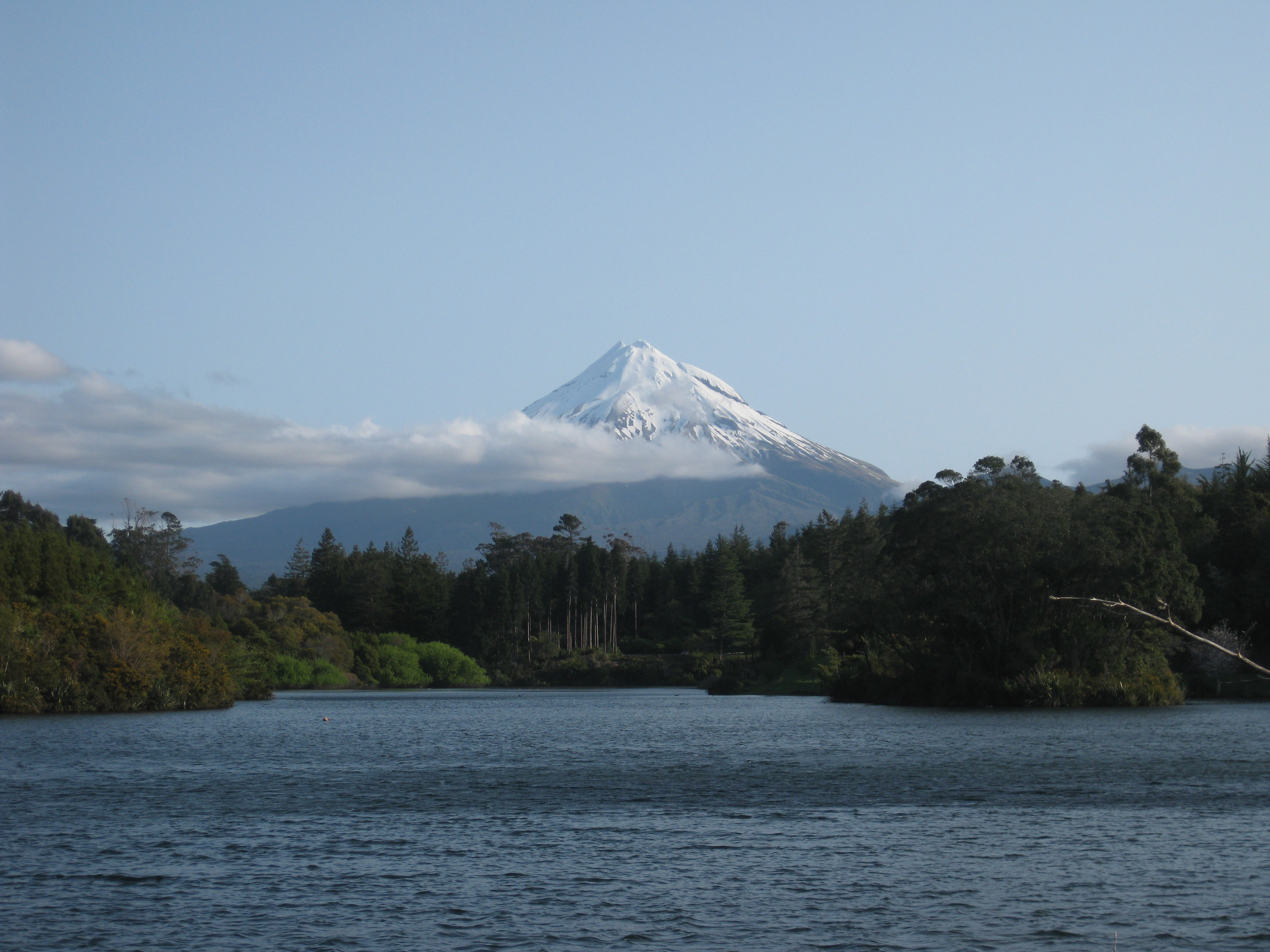
Vista del mont Taranaki des de Stratford

Tot i que els maoris per segles havien anomenat la muntanya «Taranaki» per molts segles, el capità James Cook va canviar-li el nom a Egmont en honor del comte d'Egmont. Avui en dia en anglès la muntanya té dos noms alternatius oficials: «Mount Taranaki» i «Mount Egmont».
La regió és excepcionalment fèrtil, gràcies a l'abundant pluja i el sòl volcànic ric. La indústria làctia predomina, amb la fàbrica als afores de Hawera essent la segona més gran a l'hemisferi sud. També hi ha depòsits de gas i petroli en la regió. Taranaki té excel·lents llocs per a fer surf i windsurf.

## Clima
El clima de la regió és temperat amb pluges ocasionals. La temperatura no varia gaire entre els mesos d'hivern i d'estiu, i a part del mont Taranaki, no hi neva sovint.
| Paràmetres climàtics mitjans de New Plymouth | Paràmetres climàtics mitjans de New Plymouth | Paràmetres climàtics mitjans de New Plymouth | Paràmetres climàtics mitjans de New Plymouth | Paràmetres climàtics mitjans de New Plymouth | Paràmetres climàtics mitjans de New Plymouth | Paràmetres climàtics mitjans de New Plymouth | Paràmetres climàtics mitjans de New Plymouth | Paràmetres climàtics mitjans de New Plymouth | Paràmetres climàtics mitjans de New Plymouth | Paràmetres climàtics mitjans de New Plymouth | Paràmetres climàtics mitjans de New Plymouth | Paràmetres climàtics mitjans de New Plymouth | Paràmetres climàtics mitjans de New Plymouth |
| Mes                                          | Gen.                                         | Feb.                                         | Mar.                                         | Abr.                                         | Mai.                                         | Jun.                                         | Jul.                                         | Ago.                                         | Set.                                         | Oct.                                         | Nov.                                         | Des.                                         | Anual                                        |
| -------------------------------------------- | -------------------------------------------- | -------------------------------------------- | -------------------------------------------- | -------------------------------------------- | -------------------------------------------- | -------------------------------------------- | -------------------------------------------- | -------------------------------------------- | -------------------------------------------- | -------------------------------------------- | -------------------------------------------- | -------------------------------------------- | -------------------------------------------- |
| Temperatura diària màxima °C (°F)            | 21,8 (71,2)                                  | 22,3 (72,1)                                  | 21,1 (70)                                    | 18,7 (65,7)                                  | 16 (60,8)                                    | 14 (57,2)                                    | 13,3 (55,9)                                  | 13,9 (57)                                    | 15 (59)                                      | 16,3 (61,3)                                  | 18,1 (64,6)                                  | 19,9 (67,8)                                  | 17,5 (63,5)                                  |
| Temperatura diària mínima °C (°F)            | 13,6 (56,5)                                  | 13,6 (56,5)                                  | 12,7 (54,9)                                  | 10,6 (51,1)                                  | 8,3 (46,9)                                   | 6,6 (43,9)                                   | 5,6 (42,1)                                   | 6,4 (43,5)                                   | 7,9 (46,2)                                   | 9,2 (48,6)                                   | 10,8 (51,4)                                  | 12,3 (54,1)                                  | 9,8 (49,6)                                   |
| Precipitació total mm (polzades)             | 97 (3,8)                                     | 95 (3,7)                                     | 117 (4,6)                                    | 131 (5,2)                                    | 124 (4,9)                                    | 145 (5,7)                                    | 143 (5,6)                                    | 127 (5)                                      | 110 (4,3)                                    | 124 (4,9)                                    | 108 (4,3)                                    | 103 (4,1)                                    | 1.432 (56,4)                                 |
| Font: NIWA Climate Data                      |                                              |                                              |                                              |                                              |                                              |                                              |                                              |                                              |                                              |                                              |                                              |                                              |                                              |

| Paràmetres climàtics mitjans de Stratford | Paràmetres climàtics mitjans de Stratford | Paràmetres climàtics mitjans de Stratford | Paràmetres climàtics mitjans de Stratford | Paràmetres climàtics mitjans de Stratford | Paràmetres climàtics mitjans de Stratford | Paràmetres climàtics mitjans de Stratford | Paràmetres climàtics mitjans de Stratford | Paràmetres climàtics mitjans de Stratford | Paràmetres climàtics mitjans de Stratford | Paràmetres climàtics mitjans de Stratford | Paràmetres climàtics mitjans de Stratford | Paràmetres climàtics mitjans de Stratford | Paràmetres climàtics mitjans de Stratford |
| Mes                                       | Gen.                                      | Feb.                                      | Mar.                                      | Abr.                                      | Mai.                                      | Jun.                                      | Jul.                                      | Ago.                                      | Set.                                      | Oct.                                      | Nov.                                      | Des.                                      | Anual                                     |
| ----------------------------------------- | ----------------------------------------- | ----------------------------------------- | ----------------------------------------- | ----------------------------------------- | ----------------------------------------- | ----------------------------------------- | ----------------------------------------- | ----------------------------------------- | ----------------------------------------- | ----------------------------------------- | ----------------------------------------- | ----------------------------------------- | ----------------------------------------- |
| Temperatura màxima registrada °C (°F)     | 30 (86)                                   | 30 (86)                                   | 26 (78,8)                                 | 24 (75,2)                                 | 20 (68)                                   | 18 (64,4)                                 | 17 (62,6)                                 | 18 (64,4)                                 | 21 (69,8)                                 | 21 (69,8)                                 | 24 (75,2)                                 | 26 (78,8)                                 | 30 (86)                                   |
| Temperatura mínima registrada °C (°F)     | 6 (42,8)                                  | 5 (41)                                    | 3 (37,4)                                  | 1 (33,8)                                  | 1 (33,8)                                  | −1 (30,2)                                 | −2 (28,4)                                 | −1 (30,2)                                 | −1 (30,2)                                 | 0 (32)                                    | 2 (35,6)                                  | 5 (41)                                    | −2 (28,4)                                 |
| Temperatura diària màxima °C (°F)         | 21 (69,8)                                 | 22 (71,6)                                 | 20 (68)                                   | 18 (64,4)                                 | 16 (60,8)                                 | 14 (57,2)                                 | 13 (55,4)                                 | 13 (55,4)                                 | 14 (57,2)                                 | 16 (60,8)                                 | 17 (62,6)                                 | 19 (66,2)                                 | 16,9 (62,4)                               |
| Temperatura diària mínima °C (°F)         | 14 (57,2)                                 | 14 (57,2)                                 | 13 (55,4)                                 | 11 (51,8)                                 | 10 (50)                                   | 8 (46,4)                                  | 7 (44,6)                                  | 7 (44,6)                                  | 8 (46,4)                                  | 10 (50)                                   | 10 (50)                                   | 13 (55,4)                                 | 10,4 (50,7)                               |
| Precipitació total mm (polzades)          | 54 (2,1)                                  | 83 (3,3)                                  | 68 (2,7)                                  | 104 (4,1)                                 | 112 (4,4)                                 | 123 (4,8)                                 | 110 (4,3)                                 | 101 (4)                                   | 105 (4,1)                                 | 117 (4,6)                                 | 102 (4)                                   | 106 (4,2)                                 | 1.185 (46,7)                              |
| Font: MyWeather2.com                      |                                           |                                           |                                           |                                           |                                           |                                           |                                           |                                           |                                           |                                           |                                           |                                           |                                           |

## Districtes
Taranaki se subdivideix en tres districtes:
| Districte                   | Localització                | Capital      | Població | Àrea      | Densitat |
| --------------------------- | --------------------------- | ------------ | -------- | --------- | -------- |
| Districte de New Plymouth   | Districte de New Plymouth   | New Plymouth | 74.200   | 2.225 km² | 33,3/km² |
| Districte de South Taranaki | Districte de South Taranaki | Hawera       | 26.900   | 3.577 km² | 7,5/km²  |
| Districte de Stratford      | Districte de Stratford      | Stratford    | 9.220    | 2.161 km² | 4,3/km²  |

## Demografia

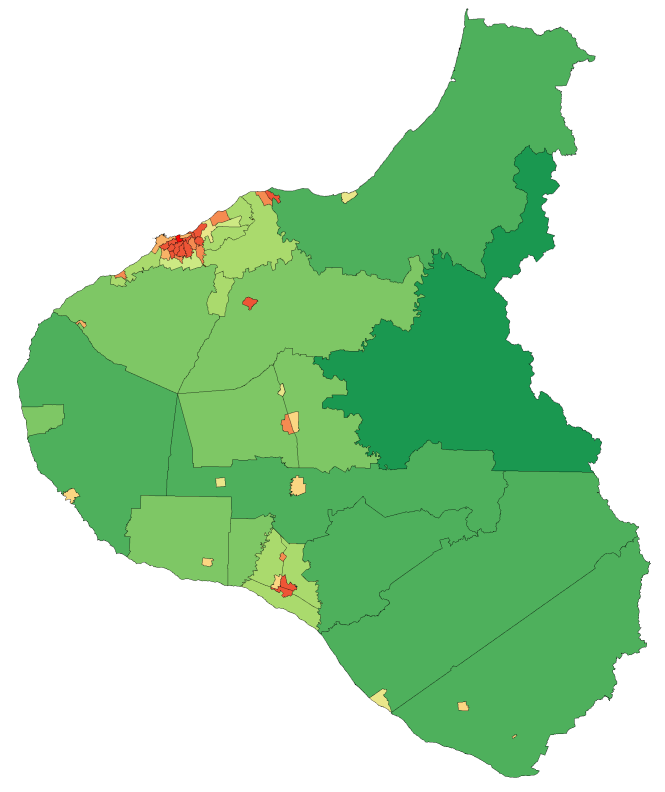
Densitat de població a Taranaki segons el cens de 2006

Segons el cens de 2006 Taranaki tenia 104.127 habitants, un augment de 1.269 habitants (1,2%) des del cens de 2001. Hi havia 40.461 llars habitades, 3.363 llars no habitades i 351 llars en construcció.
De la població de Taranaki, 51.144 (49,1%) eren homes i 52.980 (50,9%) eren dones. La regió tenia una edat mediana de 38,0 anys, 2,1 anys més que la mediana nacional de 35,9 anys. Les persones majors de 64 anys formaven el 14,8% de la població, comparat amb el 12,3% nacionalment; les persones menors de 15 anys formaven el 21,8% de la població, comparat amb el 21,5% nacionalment.
L'etnologia de Taranaki era (amb figures nacionals en parèntesis): 77,0% europeus (67,6%); 15,8% maoris (14,7%); 2,2% asiàtics (9,2%); 1,4% illencs pacífics (6,9%); 0,2% de l'Orient Pròxim, Llatinoamèrica o Àfrica (0,9%) i 13,5% d'altres ètnies (11,1%).
Taranaki tenia un atur de 4,7% per persones majors de 14 anys, menys que la figura nacional de 5,1%. El sou anual mitjà de persones majors de 14 anys era de 23.200$, comparat amb 24.400$ nacionalment. D'aquestes, un 44,5% tenien un sou anual de menys de 20.001$, comparat amb un 43,2% nacionalment; mentres que un 15,9% tenien un sou anual d'igual o de més de 50.000$, comparat amb un 18,0% nacionalment.

## Política

### Política regional
El consell regional de Taranaki va ser format com a part de reformes neozelandeses de governs locals i regionals el novembre de 1989. La seu del consell regional va ser establerta al poble de Stratford degut a la localització central del poble a la regió. El consell regional ho va raonar com a «útil per a proveir un bon compromís entre les tradicionals comunitats del nord i el sud de Taranaki i els seus conflictes d'interessos».
La regió ha tingut tres presidents des de les reformes de governs locals i regionals de novembre de 1989:
- Ross Leslie Allen (1989-2001)
- David Walter (2001-2007)
- David MacLeod (2007-actualitat)

### Política nacional
Nacionalment, Taranaki es localitza a les circumscripcions electorals generals de New Plymouth, Taranaki-King Country i Whanganui i a la circumscripció electoral maori de Te Tai Hauāuru de la Cambra de Representants de Nova Zelanda.
New Plymouth es considera una circumscripció electoral de centre. Des de les eleccions de 2008 ha guanyat sempre el Partit Nacional, i el Partit Laborista no ha guanyat des de les eleccions de 2005. Des de les eleccions de 2008 ha guanyat sempre Jonathan Young. En les eleccions de 2011 Young guanyà amb el 53,31% del vot de la circumscripció. En segon lloc quedà Andrew Little del Partit Laborista amb el 40,41% del vot.
Taranaki-King Country, per altra banda, es considera una circumscripció de dreta. Des de les eleccions de 1996, les primeres eleccions en què existí la circumscripció, ha guanyat sempre el Partit Nacional; i el Partit Laborista mai hi ha guanyat. Des de les eleccions parcials de Taranaki-King Country de 1998 ha guanyat sempre Shane Ardern. En les eleccions de 2011 Ardern guanyà amb el 69,65% del vot de la circumscripció. En segon lloc quedà Rick Barker del Partit Laborista amb el 19,22% del vot.
Whanganui es considera una circumscripció de centre. Des de les eleccions de 2005 ha guanyat sempre el Partit Nacional, i el Partit Laborista no ha guanyat des de les eleccions de 2002. Des de les eleccions de 2005 ha guanyat sempre Chester Borrows. En les eleccions de 2011 Borrows guanyà amb el 53,69% del vot de la circumscripció. En segon lloc quedà Hamish McDouall amb el 37,51% del vot.
Te Tai Hauāuru també es considera una circumscripció de centre. Des de les eleccions parcials de Te Tai Hauāuru de 2004 ha guanyat sempre el Partit Maori. En les eleccions de 1999 i 2002 guanyà el Partit Laborista. Des de les eleccions parcials de Te Tai Hauāuru de 2004 ha guanyat sempre Tariana Turia. En les eleccions de 2011 Turia guanyà amb el 48,30% del vot de la circumscripció. En segon lloc quedà Soraya Waiata Peke-Mason del Partit Laborista amb el 29,85% del vot.